# Haus Battenberg

Stammwappen des Hauses Battenberg-Mountbatten

Das Haus Battenberg ist eine morganatische Seitenlinie des Hauses Hessen, deren englischer Zweig sich seit 1917 Mountbatten nennt und in männlicher Linie zu den Vorfahren der heutigen britischen Königsfamilie Mountbatten-Windsor zählt.

## Vorgeschichte

Stammwappen der mittelalterlichen Grafen von Battenberg

Bereits im Mittelalter gab es ein nach Battenberg, einem Ort an der Eder, benanntes gleichnamiges Adelsgeschlecht, das nicht mit dem Haus Hessen verwandt war. Es ging auf Werner I. von Battenberg und Wittgenstein (* um 1150; † 1215) zurück, herrschte über die Grafschaft Battenberg und starb 1342 im Mannesstamm aus. Anschließend war der Titel Graf von Battenberg vakant. Im Jahr 1464 übernahm das Haus Hessen das Gebiet der ehemaligen Grafschaft, ab 1648 gehörte es der Linie Hessen-Darmstadt.

## Nach 1851: Nachkommen des Prinzen Alexander von Hessen

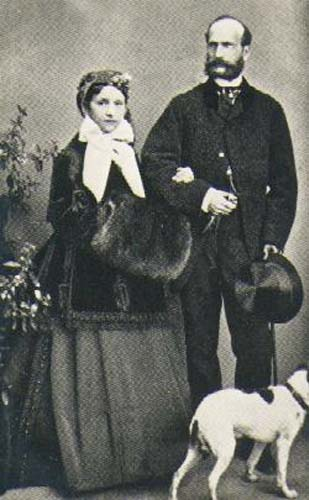
Julia Hauke, Fürstin von Battenberg, mit ihrem Ehemann, Prinz Alexander von Hessen-Darmstadt

### Überblick über die Familienzweige
1851 bis 1917/1924 diente „Battenberg“ als Name der Nachkommen aus der morganatischen Ehe des Prinzen Alexander von Hessen-Darmstadt (1823–1888) mit der Gräfin Julia Hauke (1825–1895). Sie war die verwaiste Tochter des stellvertretenden Kriegsministers von Kongress-Polen, Graf Hans Moritz Hauke, und Hofdame von Prinz Alexanders Schwester Maria Alexandrowna, der Gemahlin des Zaren Alexander II. Die Nachkommen aus dieser nicht ebenbürtigen Ehe waren in der großherzoglich-hessischen Thronfolge nicht erbberechtigt. Großherzog Ludwig III. von Hessen und bei Rhein (ehem. Hessen-Darmstadt), Alexanders Bruder, verlieh Julia Hauke am 5. November 1851 den seit 1310 verwaisten Titel einer Gräfin von Battenberg. 1858 erhob er sie zur Fürstin von Battenberg, was nach Reichsrecht eigentlich nicht möglich war. Der Großherzog überschrieb der neuen Linie Battenberg das Schloss Heiligenberg, das durch Erbschaft in seinen Besitz gekommen war und so zu deren „Stammschloss“ wurde. Es liegt auf einem Bergvorsprung an der Bergstraße in der heutigen Gemeinde Seeheim-Jugenheim.

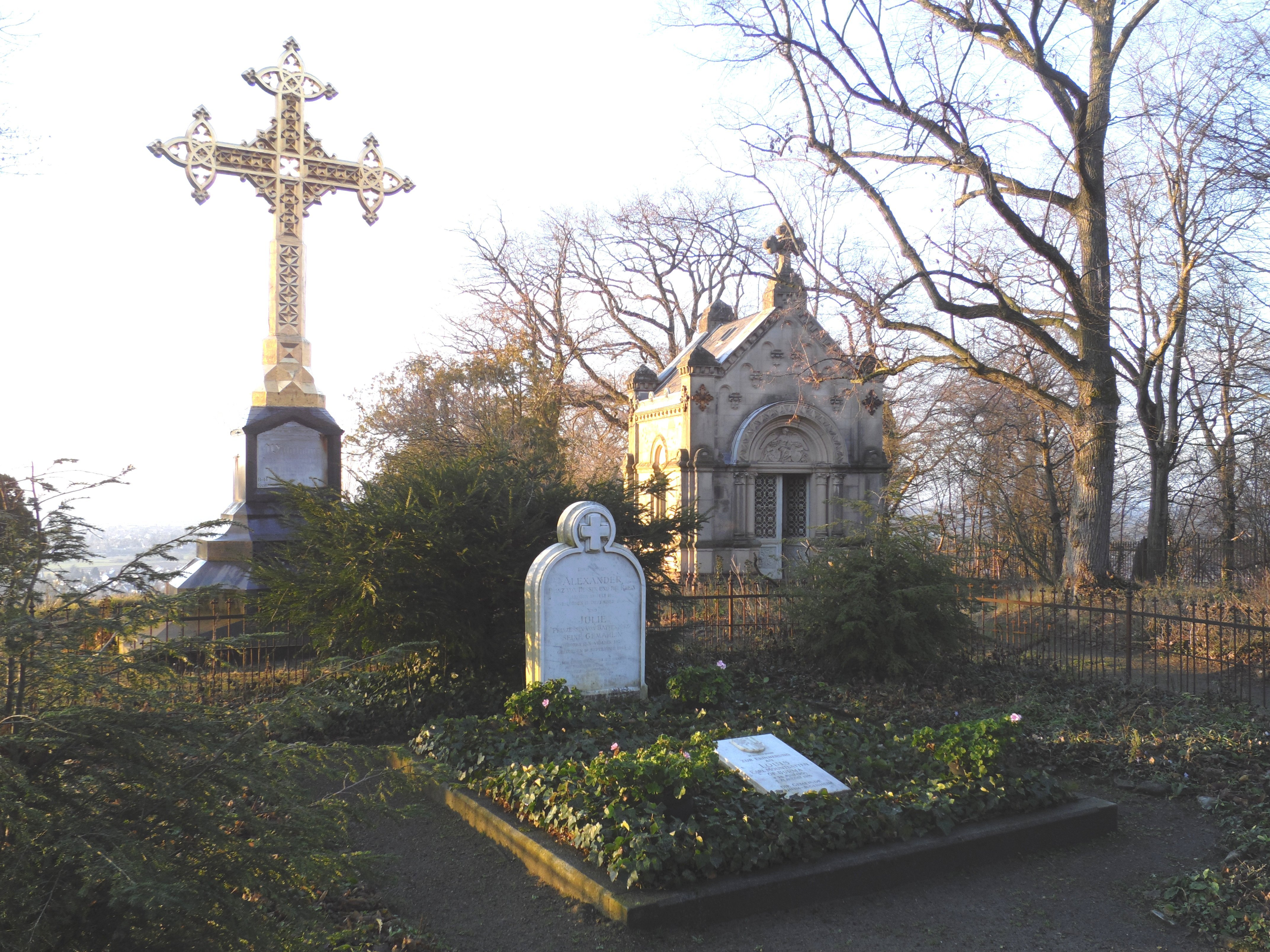
Die 1889–1894 als Mausoleum errichtete Gedächtniskapelle des Hauses Battenberg in Seeheim-Jugenheim, davor die letzte Ruhestätte von Prinz Alexander und Prinzessin Julia

Prinz Alexander von Hessen-Darmstadt und seine Gemahlin hatten mehrere Kinder, von denen die Söhne später mehrere Familienzweige begründeten:
- Ludwig von Battenberg (1854–1921) zog nach England und trat 1868 in die Royal Navy ein. 1917 verzichtete er auf den Titel eines Prinzen von Battenberg und nahm für sich und seine Nachkommen den anglisierten Namen Mountbatten an, gleichzeitig wurde er zum Marquess of Milford Haven ernannt. Die späteren Marquesses of Milford Haven stammen von seinem ältesten Sohn George ab, die Earls Mountbatten of Burma von seinem jüngeren Sohn Louis.
- Alexander von Battenberg (1857–1893) war von 1879 bis 1886 regierender Fürst von Bulgarien. Bei seiner Heirat 1889 verzichtete er auf seine bisherigen Titel  und erhielt den hessischen Titel eines Grafen von Hartenau.
- Heinrich von Battenberg (1858–1896) zog ebenfalls nach England und heiratete 1885 die britische Prinzessin Beatrice. Sein Sohn Alexander (1886–1960) verzichtete 1917 ebenfalls auf den Titel eines Prinzen von Battenberg und nahm für sich und seine Nachkommen den anglisierten Namen Mountbatten an, gleichzeitig wurde er zum Marquess of Carisbrooke ernannt. Der 1. Marquess of Carisbrooke hinterließ jedoch keine männlichen Nachkommen.
- Franz Joseph von Battenberg (1861–1924) heiratete 1897 die Prinzessin Anna von Montenegro. Er trug bis zu seinem Lebensende den Titel eines Prinzen von Battenberg, hatte jedoch keine Nachkommen.

### Details zu einzelnen Familienzweigen

#### Bulgarien/Hartenau
Das Haus Battenberg war von 1879 bis 1886 regierende Dynastie von Bulgarien, als Prinz Alexander von Battenberg (1857–1893), der zweitgeborene Sohn des Prinzen Alexander von Hessen-Darmstadt und der Julia Hauke, Fürstin von Battenberg, als Alexander I. Fürst von Bulgarien war. Die Konsequenz von prorussischen Putschversuchen und Putschen war am 7. September 1886 die Abdankung Alexanders.
1889 heiratete Alexander von Battenberg in Südfrankreich die österreichische Opernsängerin Johanna Loisinger (1865–1951) und verzichtete auf seine bisherigen Titel. Anstelle des Namens Battenberg erhielt er durch großherzoglich hessische Verleihung am 11. Januar 1889 in Darmstadt den erblichen Titel und Namen Graf von Hartenau. Das gleichzeitig verliehene Wappen wurde aus den Wappen Hessen, Battenberg, Ostrumelien und Bulgarien zusammengesetzt.
Das Grafenpaar von Hartenau lebte in Österreich und bekam 1890 einen Sohn (Krum-Assen), 1893 wurde eine Tochter (Wera-Zwetana) geboren. Der ehemalige Fürst von Bulgarien starb noch im selben Jahr und wurde in einem Mausoleum in der bulgarischen Hauptstadt Sofia beigesetzt. Seine Gemahlin starb 1951 und wurde auf dem Friedhof St. Leonhard in Graz beigesetzt.
Der Name von Hartenau wird heute im Mannesstamm von Nachkommen der nicht blutsverwandten Familie Polaczek geführt, da Graf Alexanders Sohn Assen Hartenau (1890–1965) seinen Stiefsohn Wilhelm (1915–1991), aus der ersten Ehe seiner Gemahlin Bertha geb. Hussa (1892–1971) mit Alois Polaczek, adoptierte. Wilhelm von Hartenau wurde mit Maria Elisabeth Freiin Klein von Wisenberg Vater eines Sohnes und zweier Töchter.

#### Mountbatten
Im Ersten Weltkrieg nahmen 1917 die in England lebenden Nachkommen des Prinzen Alexander den Namen Mountbatten an, eine Übersetzung des deutschen Battenberg. Hierbei spielten politische Gründe, die sich aus der zunehmenden Deutschenfeindlichkeit ergaben, eine Rolle. Im Zuge der Anglisierung des Namens wurde Prinz Ludwig von Battenberg zum erblichen Marquess of Milford Haven ernannt, sein sohnloser Neffe Alexander zum erblichen Marquess of Carisbrooke.
1946 erhielt Louis Mountbatten, der jüngere Sohn des 1. Marquess of Milford Haven, aufgrund seiner militärischen Leistungen im Zweiten Weltkrieg den erblichen Titel eines Earl Mountbatten of Burma.
Philip von Griechenland und Dänemark, ein Neffe des 1. Earl Mountbatten of Burma, verzichtete 1947 bei seiner Einbürgerung in die britische Staatsangehörigkeit auf alle seine bisherigen Titel und Würden. Väterlicherseits aus der griechischen Linie des Hauses Schleswig-Holstein-Sonderburg-Glücksburg stammend, nahm er den Nachnamen seiner Mutter Alice von Battenberg in der anglisierten Form als Familiennamen Mountbatten an. Genealogisch gehörte er damit nicht dem Haus Battenberg an. Philip heiratete im selben Jahr die britische Thronfolgerin Elisabeth und erhielt den erblichen Titel eines Duke of Edinburgh, womit sein Familienname keine Verwendung mehr fand.

##### Mountbatten-Windsor
Mountbatten-Windsor ist der persönliche Nachname (Familienname) der Nachkommen der Königin Elisabeth II. von Großbritannien und Nordirland aus ihrer 1947 geschlossenen Ehe mit Prinz Philip, Duke of Edinburgh. Im Februar 1960 gab Elisabeth II. bekannt, dass „Mountbatten-Windsor“ der Nachname ihrer Nachkommen aus der Ehe mit Prinz Philip sei. Der offizielle Name des königlichen Hauses bleibt allerdings Windsor. Der neue Name gilt auch nicht für Mitglieder der Royal Family, die nicht von Elisabeth II. abstammen. Die Order-in-Council appliziert den neuen Nachnamen nur für Nachkommen von Elizabeth und Philip, die nicht „königliche“ Titel tragen. Grundsätzlich verwenden Angehörige der britischen Königsfamilie keine Familiennamen in der Anrede oder Schriftverkehr. Im Regelfall wird hinter dem Vornamen der Titel geführt oder die Ortsbezeichnung des Titels der Eltern, wenn die Kinder den Titel His bzw. Her Royal Highness tragen. Rechtlich besteht auch nach britischem Recht für die Königsfamilie keine Verpflichtung für einen Familiennamen in Personenstandsurkunden oder Pässen. So dienten die Söhne von Charles, Prince of Wales unter dem Nachnamen Wales in den britischen Streitkräften und die Kinder von William, Duke of Cambridge werden unter dem Nachnamen Cambridge eingeschult. Erstmals wurde der Name Mountbatten-Windsor bei der Eheschließung zwischen Prinzessin Anne und Mark Phillips im November 1973 in der Eheurkunde benutzt, später bei der Eheschließung von Prince Charles, Prince of Wales. Als Nachnamen tragen nur einige Urenkel der Königin den Familiennamen, da sie bisher keine königlichen Titel erhalten haben. Erste Person war ab 2003 Louise Mountbatten-Windsor, Tochter des Earl of Wessex.
Die Angehörigen des Hauses Windsor gehören genealogisch nicht zum Haus Battenberg, die Benennung ist auf die Zugehörigkeit der Mutter Philips, des Duke of Edinburgh, zum Haus Battenberg zurückzuführen. Philip trug väterlicherseits als Prinz von Griechenland und Dänemark den Familiennamen Schleswig-Holstein-Sonderburg-Glücksburg.

## Wappen

Stammwappen der mittelalterlichen Grafen von Battenberg
Stammwappen des Hauses Battenberg-Mountbatten
Wappen Alexanders von Battenberg als Fürst von Bulgarien
Wappen der Prinzen Alexander, Leopold und Moritz von Battenberg bis 1917
Wappen des 1. Marquess of Milford Haven seit 1917
Wappen des 1. Marquess of Carisbrooke seit 1917
Wappen des 2. Marquess of Milford Haven
Wappen des 1. Earl Mountbatten of Burma
Wappen des Duke of Edinburgh
Wappenschild des 3. Earl Mountbatten of Burma

Laut dem Diplom von 1858 zeigt das Stammwappen des Hauses Battenberg einen gevierten Schild; in Feld 1 und 4 innerhalb von Rot und Silber gestückten Schildbords in Blau ein von Silber und Rot siebenfach geteilter, golden gekrönter (hessischer) Löwe; in Feld 2 und 3 in Silber zwei schwarze Pfähle (Stammwappen Battenberg). Auf dem Schild ruhen zwei Helme: auf dem rechten mit rot-silbernen Decken zwei von Rot und Silber siebenfach gestreifte Büffelhörner, außen mit je drei, an den Mündungen mit je einem grünen Lindenzweig besteckt; auf dem linken mit schwarz-silbernen Decken vier Straußenfedern, abwechselnd schwarz und silbern.
Die Söhne des 1. Marquess of Milford Haven trugen im oberen Teil des Battenberg-Wappens zusätzlich den Wappenschild ihrer Großmutter, der Prinzessin Alice von Großbritannien und Irland, aufgelegt.
Das Wappen von Prinz Alexander von Battenberg (1879–1886 Fürst von Bulgarien) ist aus den Wappen Hessen, Battenberg, Ostrumelien und Bulgarien zusammengesetzt. Der Schild ist geviert: im blauen Feld 1 ein von Silber und Rot zehnmal gestreifter, golden gekrönter Löwe (Hessen), im silbernen Feld 2 zwei schwarze Pfähle (Battenberg), Feld 3 ist geteilt und zeigt unter blauem Schildhaupt, darin zwei goldene Blätterkronen nebeneinander, im oberen, silbernen Feld zwei rote Pfähle, im roten unteren Feld zwei aus den beiden Seitenrändern hervorgehende naturfarbene Arme mit weiten grünen Ärmeln, eine goldene Blätterkrone emporhaltend (Ostrumelien), das rote Feld 4 zeigt einen grünbewehrten, golden gekrönten goldenen Löwen (Bulgarien). Auf dem Schild ruhen vier Helme: der erste mit rot-silbernen Decken trägt einen silbernen Flug, der mit zwei roten Pfählen belegt ist (Ostrumelien), der zweite mit blau-silbernen Decken trägt zwei silberne Büffelhörner, aus deren Mundlöchern je ein dreiblättriger grüner Lindenzweig hervorgeht und die auf der Außenseite mit je vierblättrigen Zweigen besteckt sind (Hessen), der dritte Helm mit schwarz-silbernen Decken trägt vier (schwarz, silbern, schwarz, silbern) Straußenfedern (Battenberg), der vierte Helm mit rot-goldenen Decken trägt einen wachsenden, golden gekrönten goldenen Löwen (Bulgarien). Als Prachtstücke dienen darüber die Grafenblätterkrone und ein hermelingefütterter roter Wappenmantel. Schildhalter sind zwei einwärts sehende goldene Löwen. Der Wahlspruch lautet: In te Domine spero.

## Bekannte Mitglieder
- Julia Hauke (* 12. November 1825 in Warschau; † 19. September 1895 in Jugenheim), Ahnherrin des zweiten Hauses Battenberg, (ab 1851) Gräfin von Battenberg, (ab 1858) Fürstin von Battenberg
  - Marie Karoline von Battenberg (* 15. Februar 1852 in Straßburg; † 20. Juni 1923 in Schönberg), Fürstin zu Erbach-Schönberg
  - Ludwig von Battenberg (* 24. Mai 1854 in Graz; † 11. September 1921 in London), (ab 1917) 1. Marquess of Milford Haven
    - Alice von Battenberg (* 25. Februar 1885 in Windsor Castle; † 5. Dezember 1969 im Buckingham Palace)
      - Nachkommen, siehe Haus Oldenburg und Mountbatten-Windsor

    - Louise Mountbatten (* 13. Juli 1889 auf Schloss Heiligenberg bei Darmstadt; † 7. März 1965 in Stockholm), Königin von Schweden
    - George Mountbatten (* 6. Dezember 1892 in Darmstadt; † 8. April 1938 in London), 2. Marquess of Milford Haven
      - Lady Tatiana Mountbatten (* 16. Dezember 1917 in Edinburgh; † 15. Mai 1988 in Northampton)
      - David Mountbatten (* 12. Mai 1919 in Edinburgh; † 14. April 1970 in London), 3. Marquess of Milford Haven
        - George Mountbatten (* 6. Juni 1961 in London), 4. Marquess of Milford Haven
          - Lady Tatiana Mountbatten (* 16. April 1990 in London)
          - Henry Mountbatten (* 19. Oktober 1991 in London), Earl of Medina

        - Lord Ivar Mountbatten (* 9. März 1963 in London)
          - Ella, Alexandra und Louise Mountbatten

    - Louis Mountbatten (* 25. Juni 1900 in Windsor; † (ermordet) 27. August 1979 in der Bucht von Sligo, Irland), 1. Earl Mountbatten of Burma, letzter Vizekönig von Indien
      - Patricia Mountbatten (* 14. Februar 1924 in London; † 13. Juni 2017 in Mersham), 2. Countess Mountbatten of Burma
      - Lady Pamela Mountbatten (* 19. April 1929 in Barcelona)

  - Alexander von Battenberg (* 5. April 1857 in Verona; † 17. November 1893 in Graz), regierender Fürst von Bulgarien (1879–1886); ab 1889 Graf von Hartenau
    - Assen von Hartenau (* 16. Januar 1890 in Graz; † 15. März 1965 Wien)
    - Zwetlana von Hartenau (* 24. Oktober 1893 in Graz; † 24. November 1935 in Oberstdorf)

  - Heinrich Moritz von Battenberg (* 5. Oktober 1858 in Mailand; † (Malaria) 20. Januar 1896 vor der Küste von Sierra Leone an Bord der HMS Blonde)
    - Alexander von Battenberg (* 3. November 1886 in Windsor Castle; † 23. Februar 1960 im Kensington Palace), (ab 1917) 1. Marquess of Carisbrooke
      - Lady Iris Mountbatten (* 13. Januar 1920 in London; † 1. September 1982 in Toronto)

    - Victoria Eugénie von Battenberg (* 24. Oktober 1887 in Balmoral; † 15. April 1969 in Lausanne), Königin von Spanien
      - Nachkommen, siehe Haus Bourbon

    - Leopold von Battenberg (* 21. Mai 1889 in Windsor Castle; † 23. April 1922 im Kensington Palace)
    - Maurice von Battenberg (* 3. Oktober 1891 in Balmoral; † (gefallen) 27. Oktober 1914 in Ypern)

  - Franz Joseph von Battenberg (* 24. September 1861 in Padua; † 31. Juli 1924 in Schaffhausen)

### Nachkommen, die nicht dem Haus Battenberg angehören, aber von ihm abstammen und seinen Namen tragen
- Die Kinder von König Alfons XIII. von Spanien und Prinzessin Victoria Eugénie von Battenberg, gehören dem Haus Bourbon an:
  - Prinz Alfonso de Borbón y Battenberg, Infant von Spanien, Graf von Covadonga (1907–1938)
  - Prinz Jaime de Borbón y Battenberg, Infant von Spanien, Herzog von Segovia (1908–1975)
  - Prinzessin Beatrice Isabel de Borbón y Battenberg, Infantin von Spanien (1909–2002)
  - Prinzessin Maria Cristina de Borbón y Battenberg, Infantin von Spanien (1911–1996)
  - Prinz Juan de Borbón y Battenberg, Infant von Spanien, Graf von Barcelona (1913–1993),
  - Prinz Gonzalo Manuel de Borbón y Battenberg, Infant von Spanien (1914–1934)

### Nachkommen aus dem Hause Battenberg, die den Namen nicht oder in geänderter Form tragen
- Der Sohn von Prinz Andreas von Griechenland und Dänemark und Prinzessin Alice von Battenberg sowie dessen Nachkommen gehören dem Haus Oldenburg an (die Nachkommen von Philip und Elizabeth können allerdings nur den Familiennamen Mountbatten-Windsor tragen). In der königlichen Familie wird grundsätzlich kein Familienname getragen, die Verwendung ist auf Einzelfälle beschränkt. Als Nachname dienen die eigenen Titel oder diejenigen der Eltern. Wird der Name Mountbatten-Windsor ausnahmsweise verwendet, dann immer für den Einzelfall und ohne Titel. Prince William, Prince of Wales verwendet den Familiennamen dann als William Mountbatten-Windsor.

Recht auf Verwendung
- Prince Philip, Duke of Edinburgh, Earl of Merioneth, Baron Greenwich, (1921–2021), Ehemann der britischen Königin Elisabeth II.
  - König Charles III., König des Vereinigten Königreiches Großbritannien und Nordirland (* 1948)
    - William, Prince of Wales, britischer Kronprinz (* 1982)
      - Prince George of Wales (* 2013)
      - Princess Charlotte of Wales (* 2015)
      - Prince Louis of Wales (* 2018)

    - Prince Harry, Duke of Sussex, Earl of Dumbarton, Baron Kilkeel (* 1984)

  - Princess Anne, Princess Royal, (* 1950)
  - Prince Andrew, Duke of York, Earl of Inverness, Baron Killyleagh, (* 1960)
    - Princess Beatrice of York (* 1988)
    - Princess Eugenie of York (* 1990)

  - Prince Edward, Duke of Edinburgh, Earl of Wessex, Earl of Forfar, Viscount Severn (* 1964)

Verwendung als Familienname
Heute tragen folgende Kinder den Familiennamen, da über ihren Status in der königlichen Familie und entsprechende Titel erst mit der Volljährigkeit entschieden werden soll. Sie sind damit bisher die einzigen Träger des Familiennamens.
- Louise Mountbatten-Windsor (* 2003), Tochter des Duke of Edinburgh
- James Mountbatten-Windsor, Earl of Wessex (* 2007), Sohn des Duke of Edinburgh
- Archie Harrison Mountbatten-Windsor (* 2019), Sohn des Duke of Sussex
- Lilibet Diana Mountbatten-Windsor (* 2021), Tochter des Duke of Sussex

Verwendung als Titel
- Louis Mountbatten, 1. Earl Mountbatten of Burma, (* 25. Juni 1900 in Windsor Castle; † 27. August 1979 in der Bucht von Sligo, Irland) war ein britischer Admiral of the Fleet, letzter Vizekönig von Indien sowie erster Generalgouverneur Indiens nach der Teilung und Generalstabschef des Vereinigten Königreichs.
- Patricia Knatchbull, 2. Countess Mountbatten of Burma wurde als älteste Tochter von Louis Mountbatten und seiner Frau Edwina geboren. Beim Tod ihres Vaters am 27. August 1979 erbte sie suo iure dessen Adelstitel als 2. Countess Mountbatten of Burma, 2. Viscountess Mountbatten of Burma und 2. Baroness Romsey. Alle drei Titel waren ihrem Vater mit dem besonderen Zusatz verliehen worden, dass sie in Ermangelung männlicher Nachkommen auch an seine Töchter vererbbar seien. Aufgrund dieser eigenständigen Titel war sie selbst bis zur Reform von 1999 Mitglied des House of Lords.
- Norton Knatchbull, 3. Earl Mountbatten of Burma, der älteste Sohn von John Knatchbull, 7. Baron Brabourne und Patricia Knatchbull, erbte beim Tod seiner Mutter Patricia Knatchbull am 13. Juni 2017 den Titel.